# 伊勢市立明倫小学校
伊勢市立明倫小学校（いせしりつめいりんしょうがっこう）は、三重県伊勢市岡本一丁目にある公立小学校。

## 概要
- 校名の「明倫」は『孟子曰設為庠序学校以教之皆所以明人倫』よりとったものである。
- 校地面積：16,557m2
- 構成
  - 校舎：3階建 面積 5,308m2
  - 運動場：面積 6,600m2
  - 屋内運動場：面積 1,058m2
  - プール：敷地面積 1,185m2

## 沿革
- 1874年（明治7年）1月 - 尾上町、倭町の2ヶ町が連合して尾上学校が創立する。
- 1874年（明治7年）2月 - 岡本町、岩渕町、吹上町の3ヶ町が連合して岡本学校が創立する。
- 1875年（明治8年）2月 - 旭、藤里、勢田の3ヶ村が連合して六合学校が創立する。
- 1876年（明治9年）1月 - 岡本学校の連合が解かれ、岡本町には岡本学校、岩渕町には岩渕学校、吹上町には吹上学校が創立する。
- 1882年（明治15年）9月 - 尾上学校の一部（尾上町）、岡本学校、岩渕学校、吹上学校、六合学校が合併し明倫学校が創立する。
- 1884年（明治17年）4月25日 - 校舎が落成、開校式を挙行する。この日を創立記念日とする。
- 1886年（明治19年）から1887年（明治20年）の間 - 明倫尋常小学校と改称する。
- 1911年（明治44年）4月1日 - 宇治山田市第六尋常小学校と改称する。
- 1921年（大正10年）4月1日 - 高等科を併置し宇治山田市第六尋常高等小学校と改称する。
- 1928年（昭和3年）4月1日 - 明倫尋常高等小学校と改称する。
- 1933年（昭和8年）2月15日 - 1932年（昭和7年）10月起工の本館新築工事が竣工する。
- 1933年（昭和8年）7月31日 - 本校の第二期工事（旧館移転）が竣工する。
- 1933年（昭和8年）11月14日 - 新築落成式を挙行する。
- 1941年（昭和16年）4月1日 - 国民学校令の施行に伴い、宇治山田市明倫国民学校と改称する。
- 1945年（昭和20年）7月11日 - 空襲が烈しくなり、初等科3年生以下の児童疎開を開始する。
- 1947年（昭和22年）4月1日 - 学校教育法の施行に伴い、宇治山田市立明倫小学校と改称する。
- 1951年（昭和26年）3月25日 - 火災により校舎が全焼する。
- 1952年（昭和27年）10月11日 - 同年2月14日に起工した校舎が完成（移転も完了）、落成式を挙行する。
- 1955年（昭和30年）1月1日 - 市名改称に伴い伊勢市立明倫小学校と改称する。
- 1958年（昭和33年）3月7日 - 講堂の落成式を挙行する。
- 1959年（昭和34年）9月26日 - 伊勢湾台風により、校舎に大きな被害を受ける。
- 1963年（昭和38年）7月14日 - 同年4月に起工したプールが完成、落成式を挙行する。
- 1964年（昭和39年）7月14日 - プールの第二期工事が完了、建設委員会が解散する。
- 1974年（昭和49年）7月7日 - 台風第8号による豪雨（七夕豪雨）により、校舎に大きな被害を受ける。
- 1986年（昭和61年）4月 - 特殊学級（精神薄弱）を新設する。
- 1987年（昭和62年）11月 - 1986年（昭和61年）8月に起工した新校舎が完成、落成式を挙行する。
- 1989年（平成元年）3月 - 1988年（昭和63年）7月に起工した体育館が完成、竣工式を挙行する。
- 2001年（平成13年）4月 - ことばの教室を新設する。障害児学級こだまＢ（情緒）を新設する。
- 2002年（平成14年）6月24日 - 2001年（平成13年）10月に起工したプールが完成、式典とプール開きを挙行する。
- 2005年（平成17年）4月1日 - 3学期制から2学期制に移行する。
- 2012年（平成24年）8月25日 - 沢村栄治（明倫小出身）と西村幸生（厚生小出身）の両投手にちなみ、明倫小と厚生小のスポーツ少年団による野球大会を明倫小で開催[1]。高学年・低学年の部ともに厚生小にそれぞれ14-0、20-3で敗れた[1]。

## 周辺
- 学校法人明倫幼稚園 めいりんこども園
- 三重県伊勢庁舎
- 伊勢神宮外宮（豊受大神宮）

## 著名な卒業生
- 澤村榮治 - 元巨人軍投手。プロ野球最優秀投手賞である「沢村賞」は彼の功績にちなむ。
- 竹内浩三 - 詩人[2]。
- 松本正之 - 元NHK会長、元東海旅客鉄道社長

## 交通アクセス
- 伊勢自動車道 伊勢西インターチェンジから約1.3km
- 近鉄山田線 宇治山田駅下車約700m、徒歩約10分
- 三重交通バス 伊勢市駅・宇治山田駅より、「庁舎前経由 内宮前」行きバスに乗車、「明倫小学校前」バス停下車すぐ